# Veckatimest
Albums de Grizzly Bear
Yellow House
(2006) Shields
(2012)
Veckatimest est le troisième album du groupe Grizzly Bear, paru le 26 mai 2009 sur le label Warp Records. 
Le nom de l'album provient d'une île américaine situé dans l'état du Massachusetts aux États-Unis.

## Liste des pistes
| No  | Titre                         | Durée |
| --- | ----------------------------- | ----- |
| 1.  | Southern Point                | 5:02  |
| 2.  | Two Weeks                     | 4:03  |
| 3.  | All We Ask                    | 5:21  |
| 4.  | Fine for Now                  | 5:31  |
| 5.  | Cheerleader                   | 4:54  |
| 6.  | Dory                          | 4:26  |
| 7.  | Ready, Able                   | 4:17  |
| 8.  | About Face                    | 3:21  |
| 9.  | Hold Still                    | 2:24  |
| 10. | While You Wait For The Others | 4:29  |
| 11. | I Live With You               | 4:57  |
| 12. | Foreground                    | 3:35  |

| 13. | Untitled #6 | 3:44 |

| 1. | Southern Point (KCRW Session)                          | 5:23 |
| 2. | All We Ask (KCMP Session)                              | 4:32 |
| 3. | Ready, Able (KCRW Session)                             | 4:07 |
| 4. | Foreground (Duyster Session)                           | 3:08 |
| 5. | Two Weeks (BBC Maida Vale Session)                     | 4:04 |
| 6. | Dory (World Cafe Session)                              | 3:38 |
| 7. | While You Wait For The Others (BBC Maida Vale Session) | 4:30 |

## Musiciens
Les personnes suivantes ont contribué à l'enregistrement.

### Groupe
- Daniel Rossen – chant, guitare, claviers, arrangements des cordes ("I Live With You")
- Ed Droste – chant, guitare, claviers
- Chris Taylor – basse, chœurs,
- Christopher Bear – percussions, chœurs